# Robbie Nevil
Robbie Nevil, vero nome Robert S. Nevil (Los Angeles, 2 ottobre 1958), è un cantante, chitarrista e autore musicale statunitense.

## Carriera
La carriera come solista di Nevil ebbe una durata relativamente breve, ma soprattutto il primo album conobbe un buon successo. Tra il 1986 ed il 1991 Nevil registrò tre album da solista, ma è soprattutto noto per la canzone C'est la vie, che a partire dal gennaio 1987 rimase per 16 settimane nei primi 40 posti della Billboard Hot 100.
Dopo il 1991, Nevil ha lavorato più che altro come produttore ed autore, in particolare di colonne sonore: è stato infatti couatore di tre canzoni della colonna sonora di High School Musical, "The Start of Something New", "We're All in This Together" e "I Can't Take My Eyes Off of You", e di "The Best of Both Worlds", tema musicale principale della sitcom Hannah Montana, serie per la quale è coautore di altri brani apparsi nell'album della colonna sonora.
Nevil ha inoltre collaborato fin dagli inizi con il gruppo The Cheetah Girls, a partire dal primo album Cheetah-licious Christmas, scrivendo inoltre i brani The Party's Just Begun e Step Up per la colonna sonora del film Cheetah Girls 2 e Dance Me If You Can per quella del film Cheetah Girls 3: Alla conquista del Mondo.

## Discografia

### Albums
- Robbie Nevil (1986)
- A Place Like This (1988)
- Day 1 (1991)

### Singoli
- C'est la vie (1986)
- Dominoes (1987)
- Wot's It to Ya (1987)
- Back on Holiday (1988)
- Somebody Like You (1989)
- Just Like You (1991)
- For Your Mind (1991)